# Nada se compara a ti
«Nada se compara a ti» es una canción escrita y compuesta por el cantautor venezolano Carlos Baute, que consta de dos versiones, una cantada en solitario y otra acompañada por el también venezolano Franco de Vita. Fue lanzada el 25 de mayo de 2009 dentro de la reedición del disco De mi puño y letra.

## Canción
«Nada se compara a ti» cuenta la historia en la que el cantante está enamorado, y piensa que no existe nada en el mundo como esa persona de la cual esta totalmente enamorado.

## Video musical
En el video de la canción destaca la participación de la actriz española María Castro.

## Posiciones
El tema fue presentado el 29 de agosto en Los 40 principales siendo entrada directa en esa semana al puesto 32. A partir de ahí, tuvo una trayectoria irregular, hasta intercambiar con el primer single Colgando en tus manos el 21 de noviembre.
| Listas (2009)        | Máxima posición |
| -------------------- | --------------- |
| España Singles Chart | 30              |

| Posición | 32 | 28 |  |  |  |  |  |  |  |  |  |

- Datos: Q6037344